# Cezary
Cezary ist als polnische Form des Vornamens Caesar ein polnischer männlicher Vorname.

## Namensträger
- Cezary Gmyz (* 1967), polnischer Journalist
- Cezary Grabarczyk (* 1960), polnischer Politiker
- Cezary Harasimowicz (* 1955), polnischer Drehbuchautor und Schauspieler
- Cezary Konrad (* 1967), polnischer Jazzmusiker
- Cezary Kucharski (* 1972), polnischer Fußballspieler
- Cezary Michalski (* 1963), polnischer slawistischer Philologe, Essayist, Prosaiker und Publizist
- Cezary Obracht-Prondzyński (* 1966), polnischer Soziologe, Anthropologe und Historiker
- Cezary Pazura (* 1962), polnischer Schauspieler
- Cezary Plater (1810–1869), polnisch-litauischer Graf
- Cezary Skubiszewski (* 1949), polnisch-australischer Komponist
- Cezary Tobollik (* 1961), polnischer Fußballspieler
- Cezary Tomczyk (* 1984), polnischer Politiker (Bürgerplattform)
- Cezary Urban (* 1963), polnischer Politiker (Bürgerplattform)
- Cezary Wilk (* 1986), polnischer Fußballspieler
- Cezary Zamana (* 1967), polnischer Radrennfahrer